# Doğan Erdoğan
Doğan Erdoğan (* 22. August 1996 in Samsun) ist ein türkischer Fußballspieler.

## Karriere

### Verein
Erdoğan begann mit dem Vereinsfußball in der Jugend von Samsunspor. 2012 bekam er bei Samsunspor einen Profivertrag und wurde Teil der Profimannschaft. Am 24. November 2012 gab er in der Ligapartie gegen MKE Ankaragücü sein Profidebüt. Im Juli 2015 wechselte Erdoğan zum österreichischen Zweitligisten LASK, wo er einen Vertrag über zwei Jahre unterschrieb.
Mit dem LASK stieg er 2017 in die Bundesliga auf. Nachdem er im November 2018 vom LASK suspendiert worden war und sich anschließend in der Türkei fitgehalten hatte, wurde er im Februar 2019 leihweise an den Zweitligisten FC Juniors OÖ abgegeben. Der FC Juniors OÖ fungiert zwar als Farmteam des LASK, aufgrund seines Alters konnte Erdoğan jedoch nicht als Kooperationsspieler gemeldet werden und war daher ausschließlich für den FC Juniors OÖ spielberechtigt.
Zur Saison 2019/20 kehrte er in die Türkei zurück und wechselte zu Trabzonspor, wo er einen bis Juni 2022 laufenden Vertrag erhielt.

### Nationalmannschaft
Erdoğan spielte 2010 einmal für die türkische U-15-Nationalmannschaft. 2013 wurde er dann wieder für die türkischen Jugendnationalmannschaften berücksichtigt und spielte erst für die türkische U-18- und anschließend für die U-19-Nationalmannschaft. Auch in der U-20 der Türkei war er aktiv und auch weitestgehend Kapitän.